# Peter De Keyzer
Peter De Keyzer, né le 23 avril 1975 à Etterbeek, en Belgique est un économiste belge. 
Il a été économiste en chef de la banque BNP Paribas Fortis de 2011 à 2016. En 2014, il est lauréat du Prize for Liberty (en)[réf. nécessaire].

## Biographie

### Éducation
Peter De Keyzer obtient son diplôme secondaire, en option scientifique, à l’OLV College d’Edegem, en 1993. Il entame un Master en économie à l’UFSIA Anvers, qu’il achève en 1998, magna cum laude. 
Il obtient son master en sciences économiques appliquées, cum laude, en 2000. Sa thèse s’intitule Is there an optimal degree of central bank independence.
Il suit le Managing for growth Programme d’ABN AMRO, en 2007 et obtient un diplôme en Advanced Risk Management à la Solvay Master Class de la Vrije Universiteit van Brussel (VUB), en 2008.

### Parcours professionnel
D’octobre 1998 à décembre 2000, Peter De Keyzer est assistant de doctorat des professeurs André van Poeck et Bruno De Borger à la faculté d’économie à l’Université d'Anvers. 
Il sera alors successivement économiste chez KBC Asset Management (janvier 2001 à décembre 2005), Chief Investment Advisor chez ABN AMRO Private Banking Belgium (janvier 2006 à août 2009), et économiste en chef chez Petercam (septembre 2009 à avril 2011).
De 2011 à 2016, Peter De Keyzer est l’économiste en chef de BNP Paribas Fortis. Il y a remplacé Freddy van Spiegel, qui occupait le poste depuis plus de 35 ans. Peter De Keyzer a été remplacé en 2016 par Koen De Leus, économiste en chef actuel de BNP Paribas Fortis.

### Autres activités
Depuis 2004 Peter De Keyzer est professeur invité à l’université d’Anvers pour l’université Marquette de Milwaukee, et pour l’undergraduate exchange students de la Georgetown MBA exchange students, sur le thème The European Union in the World Economy.
Depuis 2008, il est Professeur invité à l’Antwerp Management School pour le Master of Financial and Estate Planning, sur le thème The Macro Environment and Financial markets.
De 2011 à 2014, Peter De Keyzer enseigne à l’université Érasme de Rotterdam : Demographic Ageing and Financial Markets.
Il est membre du panel of Bank Economist de la Fédération belge du secteur financier, Febelfin, depuis 2009.
Peter De Keyzer publie par ailleurs un éditorial bimensuel dans les journaux De Tijd et L'Écho, et contribue régulièrement à plusieurs journaux de la presse financière, sur des sujets variés : démographie, croissance économique, zone euro, affaires financières, etc. Il a été couvert par le Forum économique mondial.
Peter De Keyzer est membre de l’Advisory Board de la Faculté économique de l’université d’Anvers. 

## Pensée économique
Peter De Keyzer est, entre autres, un défenseur du revenu de base ou revenu universel. Dans un article à ce sujet dans le Tijd, il écrivait notamment : « Le revenu de base offre une solution aux personnes dont les compétences professionnelles sont limitées, qui manquent généralement des qualifications nécessaires pour pouvoir prétendre au salaire minimum. Ceux qui peuvent générer une valeur ajoutée de 700 euros par mois ne trouvent aujourd’hui aucun emploi officiel, car les employeurs doivent leur payer un salaire minimum de 1 500 euros bruts par mois. Les personnes peu qualifiées restent donc sur la touche, et doivent se contenter d’une allocation mensuelle de 1 100 euros. Un revenu de base de 800 euros permettrait de résoudre à la fois le problème du chômeur et celui de l’employeur. En travaillant, les personnes peu qualifiées gagneraient davantage que celles qui ne travaillent pas. Et les employeurs pourraient embaucher des travailleurs à un salaire compatible avec la rentabilité de l'entreprise ».
Par ailleurs, il plaide pour une économie de marché dans laquelle le bien-être et la croissance ne proviennent pas des interventions publiques mais d'un processus de creative destruction. Il écrivait récemment[Quand ?] à ce sujet : « Sommes-nous aujourd’hui plus pauvres parce que les labours ne se font plus à la main ? Parce que nos tapis sont noués à la machine ? Parce que le laitier ne passe plus déposer ses bouteilles à domicile ? Les nouvelles technologies créent du bien-être et augmentent le pouvoir d’achat. Aujourd’hui, nous n’avons aucune idée des services, des produits et des expériences dans lesquels nous investirons notre argent et notre énergie à l’avenir. Cela ne rendra pas plus difficile la vie des personnes dont le métier est aujourd’hui remis en question. La nostalgie et le passéisme ne les aideront pas à avancer. À eux de réfléchir à la façon dont ils pourront, à leur tour, contribuer au bien-être de demain ».